# Xã McPherson, Quận Sherman, Kansas
Xã McPherson (tiếng Anh: McPherson Township) là một xã thuộc quận Sherman, tiểu bang Kansas, Hoa Kỳ. Năm 2010, dân số của xã này là 41 người.